# Maui-nukupuu
Maui-nukupuu (Hemignathus affinis) är en utdöd fågel i familjen finkar. Utbredningsområdet var begränsat till en enda ö i Hawaiiöarna.

## Utseende och läte
Maui-nukupuun var en 14 cm lång fågel med kraftigt nedåtböjd näbb där den undre näbbhalvan är hälften så lång som den övre. Den var gröntonad på hjässa, nacke, bakre kanten av örontäckarna och i ett streck bakom ögat, medan undersidan är gulgrön. Näbb, tygel och ögonring är svarta. Sången var kort och lätet ett "ke-wit", båda likt akiapolaau på Hawaii.

## Utbredning och systematik
Fågeln förekom enbart i bergstrakter på Maui i Hawaiiöarna, men är möjligen utdöd. Maui-nukupuu betraktades länge som en underart till H. lucidus. 

### Familjetillhörighet
Arten tillhör en grupp med fåglar som kallas hawaiifinkar. Länge behandlades de som en egen familj. Genetiska studier visar dock att de trots ibland mycket avvikande utseende är en del av familjen finkar, närmast släkt med rosenfinkarna. Arternas ibland avvikande morfologi är en anpassning till olika ekologiska nischer i Hawaiiöarna, där andra småfåglar i stort sett saknas helt.

## Levnadssätt
Maui-nukupuu vär begränsad till fuktig ohiaskog och övre delen av ohia- och koaskog. Alla sentida fynd har gjorts mellan 1450 och 2000 meters höjd, men mestadels vid den lägre gränsen. Födan består av trädborrare, spindlar och skalbaggar.

## Status
Maui-nukupuun sågs senast med säkerhet 1996. Sedan 2024 kategoriserar internationella naturvårdsunionen IUCN arten som utdöd.